# Акатуйська каторжна в'язниця
Акату́йська ка́торжна тюрма́ — одна з найсуворіших в'язниць для революційних діячів, належала до Нерчинської каторги в Забайкаллі, існувала з 1832 до 1917.

В'язнями акатуйської (каторжної) тюрми були декабрист М. С. Лунін, учасники польських повстань 1830 і 1863, революц. народники, відомий марксист-іскрівець В. К. Курнатовський, матроси повсталого на Чорному морі 1905 транспорту «Прут». На розташованому поблизу акатуйської (каторжної) тюрми Александровському заводі відбували каторгу М. Г. Чернишевський та його однодумець Андрій Опанасович Красовський, засуджений за революційну діяльність в Україні.

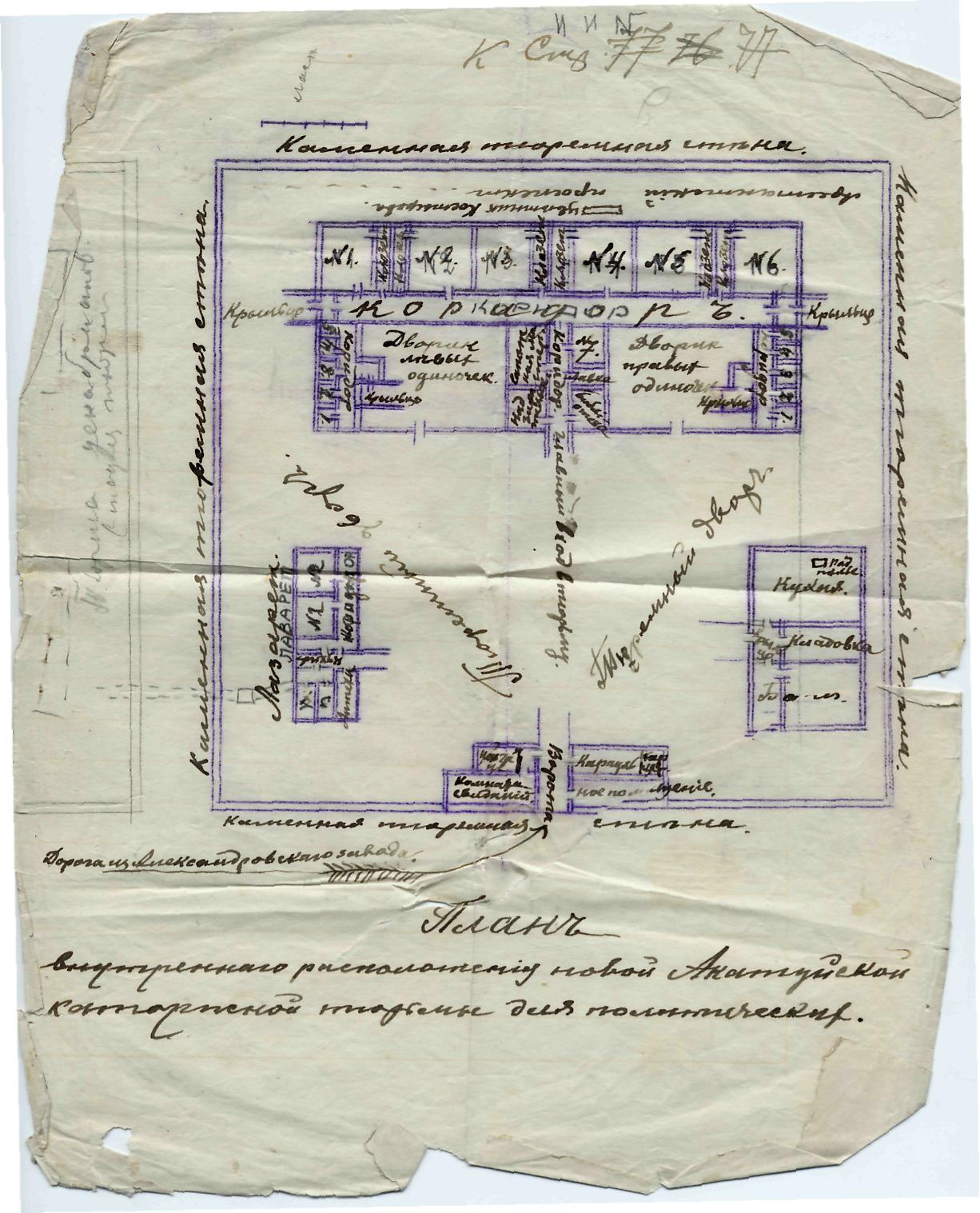
План Акатуйської тюрми. Копія з архіву О.П. Ганенка